# Isodiscodes nitidata
Isodiscodes nitidata är en fjärilsart som beskrevs av Paul Dognin 1914. Isodiscodes nitidata ingår i släktet Isodiscodes och familjen mätare. Inga underarter finns listade i Catalogue of Life.